# Василь I Дмитрович
Васи́ль I Дми́трович (рос. Василий І Дмитриевич; 30 грудня 1371 — 27 лютого 1425) — великий князь володимирський та московський (1389—1425), старший син Дмитра Донського та великої княгині Євдокії Дмитрівни, дочки великого князя Суздальско-Нижньогородського Дмитра Костянтиновича. Був одружений з Софією, єдиною дочкою великого князя литовського Вітовта. Походив з династії московських Калитовичів, молодшої гілки роду Юрійовичів.

## Біографія
У 1383 році посланий батьком разом із боярами до Орди як посол і заручник. 1385 року зумів утекти з Орди і через Молдавію потрапив до Великого князівства Литовського, де заручився з дочкою великого князя Вітовта Софією. До Москви повернувся лише в січні 1388 року.
У 1389 році після смерті Дмитра Донського став великим князем. По батьковому заповіту в спадкове володіння отримав крім Московського князівства і Велике князівство Владимирське. Офіційна інтронізація Василя І відбулась 15 серпня 1389 року в присутності посла ординського хана Тохтамиша. На престолі продовжив політику московських князів по зміцненню і розширенню своїх володінь.
У 1390 році зумів примиритися з своїм двоюрідним дядьком, серпуховсько-боровським князем Володимиром Андрійовичем Хоробрим, який за «лествічною системою» мав би бути великим князем після смерті Дмитра Донського, тому не визнавав спочатку право Василя на велике княжіння. Того ж року примиривсь з київським митрополитом Кипріяном який був в конфлікті з батьком Василя.
У 1391 році одружився з Софією Вітовтівною. Літом наступного року перебував в Орді, де отримав від Тохтамиша значні дари а також ярлики на Нижегородсько-суздальське, Муромське, Таруське князівства і Мещеру. Того ж року приєднав Нижній Новгород до своїх володінь, а місцевих князів зробив своїми васалами. У 1393 році колишній нижегородський князь Василь Дмитрович Кірдяпа ненадовго зумів повернути собі Нижегородське князівство однак знову був прогнаний московськими силами.
Погром Золотої Орди Тамерланом влітку 1395 року і втеча Тохтамиша у Велике князівство Литовське мали значний вплив на подальшу діяльність Василя, зокрема після цього він перестав виплачувати данину татарам. У 1399 колишній суздальський князь Семен Дмитрович, при підтримці татарських сил, спробував повернути собі Нижній Новгород, однак зазнав невдачі. У відповідь 1399—1400 року Василь Дмитрович здійснив похід на лівобережжя Волги та спустошив чимало міст, зокрема Казань, Булгар та ін.
На рубежі XIV—XV ст. воював з Новгородською республікою, зумів закріпити за Москвою Бежецький верх. 1403 року до Москви прибув посол від татрського хана Шадібека, після чого частково була відновлена сплата данини.
У 1406 році втрутився в литовсько-псковський конфлікт на стороні останнього що призвело до нової Литовсько-московської війни (1406—1408), у якій Василь виступив проти свого тестя Вітовта. До вирішальної битви так і не дійшло, після тривалого стояння на Угрі осінню 1408 року між сторонами було укладено «Вічний мир» який визначав кордони і сфери впливу у регіоні.
В цей же час до Москви з Великого князівства Литовського і Руського «виїхав» сіверський князь Свидригайло Ольгердович із значною кількістю місцевих сіверських і верхівських князів. Василь надав Свидригайлу у «кормлєніє» ледь не половину Московських земель.
Того ж 1408 року Московське князівство зазнало руйнівного спустошення ординським темником Едигеєм. Василь Дмитрович втік з Москви у віддалену Кострому поручивши захист столиці Володимиру Андрійовичу Серпуховському. Після невдалої облоги Едигей відступив від Москви натомість йому вдалось розорити такі міста як Ростов, Переяслав-Заліський, Дмитров, Нижній Новгород та інші, спустошити значні території та полонити багато людей.
Після Едигеєвого нашестя ослаблений московський князь знову був змушений визнати цілковиту залежність від Орди а також відновити Нижегородсько-Суздальське князівство.
Згідно заповіту Василя його спадкоємцем ставав малолітній син Василь Васильович, що суперечило руським традиціям передачі влади від брата до брата по старшинству. Виконання волі Василя було покладено на його тестя Вітовта, який ставав опікуном Василя Васильовича, свого внука; фактично ще з початку 1420-х років Московське кнзяівство перебувало в залежності від Великого князівства Литовського.